# مايرون غويتون
مايرون غويتون (بالإنجليزية: Myron Guyton)‏ هو لاعب كرة قدم أمريكية أمريكي، ولد في 26 أغسطس 1967 في Metcalfe, Georgia ‏ في الولايات المتحدة.

## وصلات خارجية
- مايرون غويتون على موقع مرجع كرة القدم المحترفة.كوم (الإنجليزية)